# عقد 780

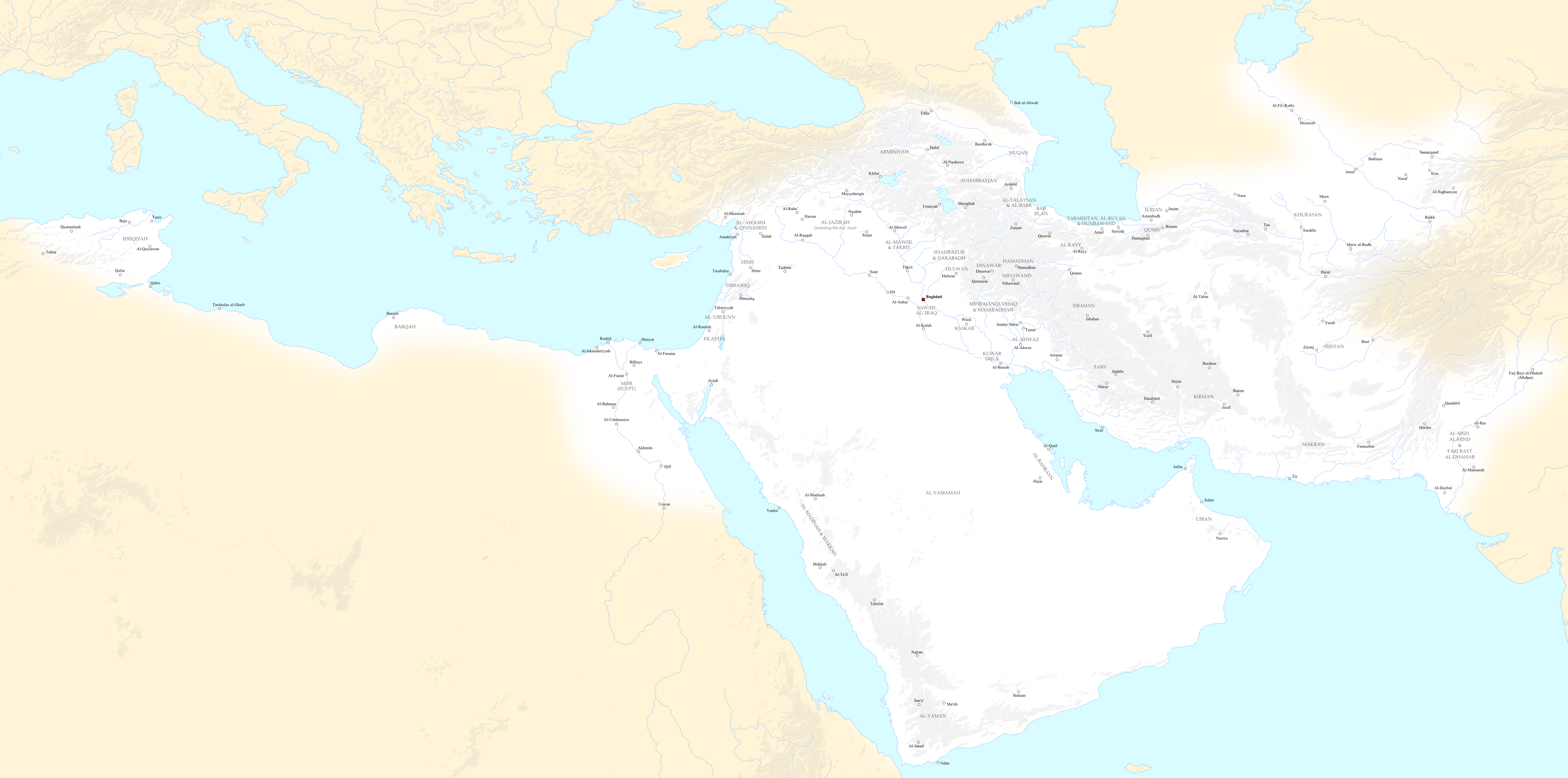
خريطة تظهر حدود الدولة العباسية ومدنها في سنة 788

عقد 780 هو عقد امتد بين 1 يناير 780 و31 ديسمبر 789 بحسب التقويم الميلادي. سبقه عقد 770 ولحقه عقد 790.

## أحداث
- معركة كوبيداندون (788)
- موقعة فخ (786)
- مجمع نيقية الثاني (787)

## مواليد
- ابن ذكوان (789)
- محمد بن سعد البغدادي (784)
- ابن الزيات (789)
- موسى بن موسى (785)
- أبو عبد الله محمد الأمين (787)
- آدي شانكارا (788)
- أبو محمد زيادة الله بن إبراهيم (788)
- زرياب (789)
- الزبير بن بكار (788)
- جانغ بو غو (787)
- إبراهيم بن عباس الصولي (783)

## وفيات
- عبد الرحمن بن رستم (784)
- حماد بن سلمة (783)
- أدلكيس (788)
- فيرغيليوس سالزبورغ (784)
- المفضل (781)
- بشار بن برد (784)
- ليو الرابع (780)
- موريجاتوس الأستورياسي (788)
- الحسين بن يحيى الأنصاري (781)
- المقنع الخراساني (783)
- الخيزران بنت عطاء (789)

## كتب
- Yves Denis Papin (1998). Chronologie de l'histoire ancienne. Lieu de publication non identifié: Éditions Jean-paul Gisserot. ISBN:2-87747-346-5. OCLC:40746926. مؤرشف من الأصل في 2022-03-16.
- موسوعة حضارة العالم (2002) لأحمد محمد عوف.

## روابط خارجية
- تصفح سنة بسنة عقد 780 على موقع onthisday.com
- تصفح سنة بسنة عقد 780 ابتداءً من سنة عقد 780 على موقع المكتبة الوطنية الفرنسية